# Яськів потік
Я́ськів поті́к — ландшафтний заказник місцевого значення в Україні. Розташований у межах Калуського району Івано-Франківської області, неподалік від смт Войнилів. 
Площа 20 га. Статус надано згідно з рішенням обласної ради народних депутатів від 15.07.1993 року. Перебуває у віданні ДП «Калуський держлісгосп» (Войнилівське л-во, кв. 1, вид. 1, 3, 5, 6, 16, 17). 
Статус надано з метою збереження частини природного комплексу буково-дубових лісів Прикарпаття. Багата флора і фауна. Місце зростання листовика сколопендрового.